# Carex polyantha
Carex polyantha är en halvgräsart som beskrevs av Ferdinand von Mueller. Carex polyantha ingår i släktet starrar, och familjen halvgräs. Inga underarter finns listade i Catalogue of Life.